# نابو-نونی
نابو-نونی شهری در شهرستان فارا در استان باله در بورکینافاسوی جنوبی است و جمعیت آن ۱۸۹۷ نفر است.